# AFAS Software
AFAS Software (Applications for Administrative Solutions) is een Nederlands IT-bedrijf dat bedrijfssoftware ontwikkelt. AFAS is opgericht in 1996. Het hoofdkantoor is gevestigd in Leusden. Op 1 januari 2025 had het bedrijf 713 medewerkers.

## Bedrijfsgeschiedenis
AFAS werd opgericht in 1996 na een managementbuy-out uit Getronics. AFAS Automatisering veranderde kort daarna de naam in AFAS Software BV. In 1999 ontstond AFAS Personele Systemen, toeleggende op hrm- en payrollsoftware. In 2002 gingen beide bv's verder als één organisatie voor ERP-software: AFAS ERP Software BV. Hiervan maakt inmiddels ook AFAS Accountancy Software deel uit, het onderdeel dat zich richt op ontwikkeling, verkoop, distributie en implementatie van de geïntegreerde software voor de gehele accountancybranche. In 2009 is AFAS Zorg & Welzijn opgericht; ook dat maakt onderdeel uit van AFAS ERP Software BV. Op 4 oktober 2011 heeft AFAS het bedrijf Yunoo overgenomen, dit omgedoopt tot AFAS Personal en heeft zo zijn dienstverlening naar de consumentenmarkt uitgebreid. Per 1 juli 2019 heeft Mijngeldzaken.nl AFAS Personal overgenomen van AFAS Software om het online huishoudboekje verder te ontwikkelen. In 2018 is AFAS onderscheiden met de Koning Willem I-prijs.

## Structuur
Samen met een aantal andere vennootschappen, zoals AFAS Benelux BV en AFAS Dataprocessing BV, maakt AFAS ERP Software BV onderdeel uit van moedervennootschap AFAS Holding BV. De operationele leiding van AFAS is in handen van het directieteam, dat rapporteert aan de Raad van Bestuur. Op 1 januari 2009 is de organisatiestructuur aangepast. Bas van der Veldt is benoemd tot Algemeen Directeur (CEO) en Arnold Mars tot Financieel Directeur (CFO) van het concern.
Vanaf oktober 2021 kent AFAS een Raad van Commissarissen.

## Internationaal
Sinds januari 2008 is AFAS internationaal werkzaam. AFAS Business Software International BV werd opgericht in de Caraïben. Daarnaast is AFAS ook actief in België.

## Sponsorschap
AFAS was tussen 2010 en 2022 hoofdsponsor van voetbalclub AZ in Alkmaar. Het bedrijf bleef tot 2025 naamgever van het stadion. In april 2025 keerde AFAS terug als hoofdsponsor van AZ.
In mei 2014 werd AFAS co-sponsor van de Belgische voetbalclub KV Mechelen. Deze samenwerking liep tot de zomer van 2025.  
Daarnaast is AFAS hoofdsponsor van het AFAS Circustheater in Scheveningen en de concertzaal AFAS Live in Amsterdam. Ook sponsort AFAS de theaterzaal Flint in Amersfoort en lokale sportclubs, initiatieven en het AFAS Theater in Leusden. Vanaf 2022 is AFAS naamgevend partner van de Edisons, de oudste muziekprijs van Nederland.  
Sinds september 2025 is het Belgische Sportpaleis omgedoopt tot de AFAS Dome.